# حبیب محمد
حبیب محمد (انگلیسی: Habib Mohamed؛ زادهٔ ۱۰ دسامبر ۱۹۸۳) یک بازیکن فوتبال اهل غنا است.
وی همچنین در تیم ملی فوتبال غنا بازی کرده‌است.